# Копылово (Шекснинский район)
Копылово — деревня в Шекснинском районе Вологодской области.
Входит в состав сельского поселения Сиземского, с точки зрения административно-территориального деления — в Сиземский сельсовет.
Расстояние до районного центра Шексны по автодороге — 35 км, до центра муниципального образования Чаромского по прямой — 10 км. Ближайшие населённые пункты — Большой Овинец, Прядино, Зверинец.
По переписи 2002 года население — 31 человек (17 мужчин, 14 женщин). Преобладающая национальность — русские (97 %).